# باریان والا
باریان والا (به انگلیسی: Beriyanwala) یک روستا در پاکستان است که در پنجاب واقع شده‌است.